# هارييت غيبس مارشال

هارييت غيبس مارشال، من منشور في 1902

هارييت غيبس مارشال (1868 – 21 فبراير 1941) كانت عازفة بيانو وكاتبة ومعلمة موسيقى أمريكية. تشتهر بفتحها المعهد الموسيقي بواشنطن ومدرسة التعبير في عام 1903 في واشنطن العاصمة

## النشأة
وُلدت في فيكتوريا، كولومبيا البريطانية، هارييت أليثا غيبس كانت ابنة ميفلين ويستار غيبس، محامٍ في ليتل روك، أركنساس، الذي أصبح أول قاضٍ مدني أمريكي من أصل أفريقي في الولايات المتحدة، والسيدة السابقة ماريا آن ألكسندر، معلمة مدرسة وخريجة كلية أوبرلين. وُلدت غيبس في كندا. والدها، جنبًا إلى جنب مع المئات من الآخرين، غادروا كاليفورنيا خلال حمى الذهب بسبب الأوسمة العرقية التي أجبروا على ارتدائها وقرر الانتقال إلى فيكتوريا حيث قام بتربية بناته مع زوجته ماريا.:30m55s كان لديها أخت، إيدا ألكسندر غيبس. بدأت هارييت في أخذ دروس العزف على البيانو مع أختها في التاسعة من عمرها. كما تخرجت إيدا من أوبرلين وواصلت مسيرتها في التدريس.

## التعليم
في سن الحادية عشرة، بدأت جيبس الدراسة في معهد أوبرلين الموسيقي بينما كانت لا تزال في المدرسة الثانوية. تخرجت من المدرسة الثانوية في سن الخامسة عشرة وبدأت دراساتها الجامعية في أوبرلين. في عام 1889، أصبحت جيبس أول امرأة أمريكية من أصول أفريقية تتخرج من معهد أوبرلين الموسيقي بدرجة بكالوريوس في الموسيقى تخصص أداء البيانو. كان أوبرلين مؤسسة ذات أغلبية بيضاء وأول من قبلت علماء سود. استمرت دراستها لآلة البيانو، تخصصها، في مدن بوسطن وشيكاغو وباريس.

## المسيرة المهنية
في العقد الأخير من القرن التاسع عشر، ظهرت جيبس في الصحف في سانت بول (مينيسوتا)، من أكتوبر وحتى ديسمبر 1889. كانت معروفة بتدريس الموسيقى وتم الإشارة إليها باسم هاتي أ. جيبس. بحلول عام 1891، أسست برنامج الموسيقى في جامعة إيكستين-نورتون في كاين سبرينغز في كنتاكي. في عام 1894، عزفت غيبس في حفلة في ليتل روك (أركنساس) أمام جمهور متنوع.

### واشنطن العاصمة
في عام 1900 بدأت جيبس في الظهور في صحف واشنطن العاصمة، ملحوظة كأول خريجة ملونة من أوبرلين. قدمت عروضًا موسيقية في يناير 1902 نالت بعض الثناء حتى من بعيد، كما تم استقبالها في جمعية بيتيل الأدبية والتاريخية، وهي مؤسسة بارزة للأمريكيين الأفارقة في دي سي. تولت منصب مشرفة على الموسيقى في المدارس العامة للأمريكيين الأفارقة المفصولة هناك. وأشير إليها بعدم موافقتها على راجتايم (موسيقى).
عند انتهاء العام الدراسي في المدارس العامة في مايو 1903، تم الإشارة إليها في الصحف لتقديم حفل موسيقي مدرسي لمدرسة واشنطن النورمال. أسست كونسرفتوار واشنطن للموسيقى في 1 أكتوبر 1903. وركز على الموسيقى الكلاسيكية الأوروبية. في مايو 1904، تم إقامة حفلات التخرج لمدرسة أرموسترونغ النورمال حيث قدم جيبس جوقة المدرسة التي أُشير إليها كمساعد مدير الموسيقى للمدارس العامة. في نوفمبر التالي ظهر صموئيل كوليردج-تايلور في مدرسة إم ستريت الثانوية مع جيبس مقدمةً جوقة المدرسة. في ربيع 1905، أُشير للكونسرفتوار في الصحف بحفل قدمه طلابه – وبلغ عدد المسجلين فيه أكثر من 160. استمرت جيبس في واجباتها في المدرسة العامة وقادت الحفل الموسيقي في مدرسة بانكر ستريت في أبريل، وكذلك لمدرسة وورملي في يونيو. ذلك الخريف، أشاروا إلى جيبس كمخرجة للموسيقى بين المدارس الملونة في واشنطن العاصمة وكذلك كرئيسة للكونسرفتوار – وفي سبتمبر أخذت جيبس وأصدقاؤها رحلة إلى أوروبا – لندن، باريس وأرياف فرنسا – وانضمت إليهم شقيقتها، إيدا هنت، التي أُشير إليها كزوجة القنصل الأمريكي في مدغشقر. عند عودتها من إقامتها التي استمرت 9 أشهر في أوروبا، أشارت إلى أن الطلاب الملونين الذين يدرسون في مدارس الموسيقى الألمانية أو الفرنسية كانوا يُستقبلون بشكل جيد وذكرت هيزل هاريسون أنها قد قامت بعرض لأول مرة مؤخرًا مع أوركسترا برلين الفيلهارمونية. تزوجت جيبس حديثًا في ربيع 1906 من نابليون بونابرت مارشال، وهو خريج جامعة هارفارد (A.B. 1897) وكلية هارفارد للحقوق (J.D. 1900). وفقًا لعادات ذلك الزمان، استقالت كامرأة متزوجة أولاً من عملها في نظام المدارس، ومع ذلك كان هناك محاولة لسحب الاستقالة لكنها فشلت رغم الدعم الصوتي من مجموعة غير مسماة من الناس. كان لإغلاق العام الدراسي للكونسرفتوار عرض خاص به. في 3 مارس 1913 كانت واحدة من أقل من 100 امرأة سوداء شاركن بشجاعة في موكب حق النساء في التصويت.

### كونسرفاتوار واشنطن للموسيقى ومدرسة التعبير
في خريف عام 1906 بدأت الإعلانات عن الكونسرفاتوار تُطلق عليه اسم كونسرفاتوار واشنطن للموسيقى ومدرسة التعبير مع 14 عضوًا في هيئة التدريس. وأشارت التغطية الصحفية في وادي واشنطن العاصمة وخارجها للسنة الجديدة إلى تاريخه من عام 1903، وأنه الآن يضم أكثر من 600 طالب منذ تأسيسه، واستعرضت هيئة التدريس بعمق - بما في ذلك الموظفين الذين سيصبحون لاحقاً ضباطًا في المؤسسة وكذلك زوجها. في عام 1909، أخت مارشال، آيدا جيبس هانت، التي تُعرف الآن بأنها زوجة قنصل الولايات المتحدة في فرنسا، بقيت مع مارشال لفصل الشتاء وكذلك والدهم. في عام 1910 قام ممثل الولاية الفيدرالي إلينوي مارتن بي. مادن بتوزيع الشهادات على خريجي الكونسرفاتوار. تناولت عدة أعمدة من صحيفة Washington Bee الحدث.
في عام 1911 ظهر إعلان للكونسرفاتوار في مجلة ذا كرايسس وكذلك في صحف سانت بول. كما قام مارشال برحلة ترويجية للمدرسة بما في ذلك إلى سانت لويس، ميزوري، وكانت هناك تغطية في ذا بيتسبرغ كورير أبرازت أن طلابه جاءوا من جميع الأجناس والجنسيات وكان يُعتبر فريداً من نوعه للقيام بذلك ولديه الآن حوالي 1400 طالب حتى تاريخه جاءوا من العديد من الولايات رغم أن 23 فقط قد بقوا حتى التخرج بشهادة دبلوم. كما ذكرت تغطية كورير أن منحاً دراسية قد تم تقديمها وتم إدراج الجهات المانحة التي غطت هذه المنح الدراسية. وتم الإشارة إلى ضباط المدرسة وكان من بينهم جورج ويليام كوك من جامعة هاوارد، وخريج جامعة فيسك ورئيس سابق لجمعية بيثيل الأدبية والتاريخية، "لويس" (لويز) ج. جريجوري، بالإضافة إلى آخرين وتم إضافة برنامج فن الخطابة. تم تغطية حفل التخرج لذلك العام بشكل إضافي في جميع أنحاء البلاد. في ذلك الخريف ذهبت في عطلة إلى نيويورك، وساهمت بالموسيقى في جمعية المنزل والمدرسة لاجتماع مدرسة نورمال رقم 2 في ذلك الشتاء، تلتها حفلة موسيقية للكونسرفاتوار. وغطيت رحلة إلى نيويورك ذلك الشتاء ووفقا لـذا برود آكس كان مارشال في ذلك الوقت رئيساً للرابطة الوطنية للأندية الموسيقية والفنية.
مارشال انضم إلى غريغوري وزوجة كوك كورالي من هوارد وهيئة التدريس في الكونسيرفاتور، في البهائية في 1912، بينما ظل كوك ودودًا مع الدين. استضاف مارشال فعاليات البهائية في الكونسيرفاتور. في سبتمبر، قام مارشال برحلة مرة أخرى إلى الغرب، هذه المرة شملت شيكاغو وديترويت. في ذلك الشتاء قضى مارشال عطلة في نيويورك، وقام الكونسيرفاتور بإنتاج أوبرا ميكادو لغيلبرت وسوليفان في مسرح هوارد. في ذلك الربيع قام الكونسيرفاتور بإنتاج عرض تخرج حيث كانت معظم الألحان من تأليف الطلاب أنفسهم والذين كان العديد منهم ملونين.
في يوليو 1915، توفي والد مارشال، القاضي ميفلين دابليو. جيبز، عن عمر يناهز 93 عامًا. استغرق حل الإرث حتى عام 1922.
عرض مسرحي لـ نجمة إثيوبيا في أكتوبر 1915 من قبل دو بويز الذي قدم فيه التاريخ الأسود أقيم في حديقة الدوري الأمريكي – كان مارشال من بين العديدين الذين ساهموا في إنتاج الموسيقى للحدث عبر لجنته الموسيقية. في أغسطس 1916، قدم مارشال برنامجًا عن "أغاني الفلكلور الزنجي" في مدرسة لانغستون الثانوية في هت سبرينغز. في عام 1917، تم ذكر مارشال وغريغوري في تقديم بعض المنح الدراسية.
في عام 1919، وقعت مارشال على رسالة من البهائيين يأملون أن عبد البهاء، رئيس الدين في ذلك الوقت، يمكنه العودة إلى الغرب، (استحضارًا لرحلات 1910–1913.) في عام 1920، بدأت مارشال حملة لجمع التبرعات لصالح مؤسسة وطنية والتي ستشمل الموسيقى الزنجية. في أبريل 1921، أنتجت المؤسسة برنامجًا لجمع التبرعات الذي شمل فترات "الموسيقى والدراما الزنجية" في نيويورك. عادت مارشال للسعي لإقامة مؤسسة وطنية في أبريل 1922، داعيةً مختلف القادة في الموسيقى السوداء وتم جدولة إنتاج متابعة لفترة "الموسيقى والدراما الزنجية" في مايو. وذُكر بشكل خاص دعم والتر دامروش لفكرة المعهد الوطني. تبع ذلك حفل طلابي للمؤسسة في مايو. وقد تم تلخيص الاعتراف الأوسع باحترام الموسيقى الزنجية بما في ذلك عمل مارشال في عام 1922. كانت مارشال تقترب من تأسيس شيء لصالح معهد وطني في نيويورك بحلول مايو 1924، لكنها ذهبت بدلاً من ذلك إلى هايتي مع عمل زوجها، حيث قامت برحلة عودة قصيرة في أغسطس.

### هايتي
مارشال سافرت إلى هايتي من منتصف عشرينيات القرن الماضي عندما تم تعيين زوجها، الكابتن مارشال من القوات البرية للولايات المتحدة، في لجنة للتحقيق في الانتهاكات خلال احتلال الولايات المتحدة لهايتي 1915.
أثناء وجودهم في هايتي، تم استبعاد المارشالز من المشاركة في الأنشطة الاجتماعية مع الضباط العسكريين الأمريكيين الآخرين بسبب الفصل العنصري. كانت هناك رحلات عرضية إلى الولايات المتحدة مثل سبتمبر–أكتوبر 1925، وعادوا بحلول فبراير 1927. أصبح مارشال نشطاً مع المنظمات الهايتية مثل الأخوة الهايتية، وكان نائب رئيس منظمة نساء هايتي. أثناء وجودها هناك، شاركت في تأسيس مدرسة جان جوزيف الصناعية، وأقامت جمع التبرعات لها في الولايات المتحدة. شكر لويس جي. جريجوري مارشال على خطاب التقديم الذي قدمته له من أجل مبادرته البهائية إلى هايتي في عام 1934 وأشاد بها كمبادرة للدين قبله.:33m50s
عندما عاد آل مارشال إلى الولايات المتحدة، أسسوا لجنة إنقاذ هايتي للضغط على الرئيس هربرت هوفر لسحب الجنود الأمريكيين من هايتي. في عام 1930 نشر مارشال كتاب قصة هايتي: من اكتشاف الجزيرة بواسطة كريستوفر كولومبوس إلى اليوم الحاضر.

### الكتابات
في عام 1932، ساهم مارشال بقصيدة بعنوان الأخوة نُشرت في مجلة الأخبار البهائية نجم الغرب. بحلول عام 1934 تم الاعتراف بمارشال كمدير للمحافظة مرة أخرى.
في عام 1936، كتب مارشال نص الحفل الأخير، وهو عرض موسيقي يستند إلى حياة وحب وموسيقى صامويل كولريدج تايلور. في عام 1939 كان مارشال من بين أربعة فنانين تم تكريمهم في الجمعية الوطنية للموسيقيين الزنوج.

## الوفاة والدفن
مارشال توفيت في 21 فبراير 1941، في واشنطن العاصمة. وقد ورَّثت كل ميراثها إلى منظمة حفظ واشنطن.